# Bodsjön, Småland
Bodsjön är en sjö i Oskarshamns kommun i Småland och ingår i Viråns huvudavrinningsområde. Sjön är 9,7 meter djup, har en yta på 0,121 kvadratkilometer och är belägen 52,3 meter över havet.